# سنندج
سنندج (بالكردية: سنه، Sine) هي عاصمة محافظة كردستان، إيران. يبلغ عدد سكانها 414,069 نسمة، تعتبر ثالث أكبر عشرين مدينة في إيران وثاني أكبر مدينة كُرديّة. تأسيس المدينة يعود إلى حد ما إلى حوالي 250 عامًا، ولكن في ظل وجوده القصير، نما ليصبح مركزًا للثقافة الكردية. اللغة المتحدثة في المدينة هي الكُرديّة، لكن اللغة المستخدمة في المدارس والمكاتب هي الفارسية.

## التسمية
كانت مدينة سنندج تسمى في الأصل سانيه، ولأنها كانت تقع بالقرب من قلعة مهمة فقد سميت فيما بعد بـ سنندج، مما يعني «قلعة عند سفح الجبل».

## السكان
سكان سنندج هم من الأكراد بشكل أساسي. كان للمدينة أيضًا أقلية أرمنية هاجرت تدريجياً من المدينة. حتى الثورة الإيرانية عام 1979 كانت المدينة بها جالية يهودية ناطقة باللغة الآرامية تضم حوالي 4000 شخص. تباهت المدينة بمجتمع كبير يتكلم لهجة فريدة من اللغة الآرامية تسمى سينايا. يعتمد اقتصاد سنندج على إنتاج السجاد والجلود والأرز المطحون والسكر، والأعمال الخشبية ونسج القطن وأدوات المائدة.
معظم أهل سنندج يتبعون المذهب السني-شافعية (مذهب فقهي عند أهل السنة والجماعة).
الرقم 46 يعتبر رقما سيئا للغاية وغير محظوظ من قبل أهل سنندج لأنه أصبح مشكلة ومعضلة في سنندج.
يتحدثون اللهجة الكردية «أردالاني» في سنندج والمناطق المحيطة بها. لهجة أردالاني مميزة بمحافظات كردستان ويتحدث بها في سنندج وغيرها من مدن كردستان. اللهجة المهمة الأخرى هي «سوراني» وتسمة ايضاً «موكريان» يتم التحدث بها في منطقة بيرانشهر ومهاباد في محافظة أذربيجان الغربية.
خلال الثورة الإسلامية الإيرانية، سيطر الحزب الديمقراطي الكردستاني الإيراني وحزب كومالا الكردستاني الإيراني على المدينة خلال فترة زمنية قصيرة.

## التاريخ
في كتاب «وسيط التاريخ»، كتب دياكونوف: نهر ديالى وروافده وفروعه في مثلث مدن السليمانية وسنندج وسربل ذهاب كانت تسمى «بارسوا» منذ منتصف القرن التاسع.
يعود تاريخ مدينة سنندج إلى الألفية الرابعة قبل الميلاد (عصر النحاس والحجر الأوسط)، تشير التحف الأثرية في التلال على الجانب الشرقي من مدينة سنندج وبالقرب من نهر جريشان إلى أن مدينة سنندج يعود تاريخها إلى 6000 عام، وهناك أيضًا قطع أثرية سطحية من الفترة الإسلامية.

## من أهم معالم المدينة
- مسجد دار الإحسان